# 常三省
常三省（1523年—1601年），字希曾，號魯軒，直隸鳳陽府泗州人，民籍，明朝政治人物，官至湖廣參議。

## 生平
壬子科（1552年）應天府鄉試第一百十五名。嘉靖三十五年（1556年）進士。戶部觀政，授江西吉水縣知縣，三十八年擢戶部主事，四十三年復除兵部主事，升武庫司署員外郎事主事，四十四年升署郎中，調礼部，四十五年升官至湖廣參議，疏請致仕，卒年七十九。

## 家族
曾祖常永；祖父常仁；父常鑑，封礼部郎中。母陳氏，贈安人。兄常三錫、弟常三畏。